# Схизматрица
«Схизматрица» (англ. Schismatrix) — научно-фантастический роман Брюса Стерлинга, опубликованный в 1985 году. Считается одним из первых и наиболее значительных произведений, написанных в жанре киберпанка. Был номинирован на премию «Небьюла» за 1985 год в номинации «Лучший роман».

## Мир романа
Действие романа происходит в том же мире, что и действие нескольких более ранних рассказов Стерлинга. Это так называемая Схизматрица — мир недалёкого будущего (роман охватывает период с 2215 по 2386 годы), в котором бо́льшая часть человечества обитает за пределами Земли, в основном на астероидах или в орбитальных городах (каждый из которых является независимой республикой). Контакты с Землёй строго запрещены (в романе этот запрет получил название Интердикт), население Земли значительно сократилось и отказалось от использования сколько-нибудь современных технологий. Наиболее прогрессивная часть человечества разделилась (отсюда и название мира — Схизматрица) на две группировки — шейперов (англ. Shapers) и механистов (англ. Mechanists). И те, и другие пытаются усовершенствовать человеческий организм — шейперы используют для этого генную инженерию, а механисты различные приспособления, с помощью которых превращают себя в киборгов (примером могут служить омары, приспособленные для жизни в вакууме). Срок человеческой жизни значительно увеличился благодаря технологиям омоложения, так что в постоянно меняющемся мире Схизматрицы люди живут дольше, чем государства или идеологии (примером чего и является жизнь главного героя).
Шейперы и механисты так или иначе конфликтуют друг с другом, иногда это переходит в открытую войну. С приходом в Солнечную систему пришельцев-рептилий, названных Инвесторами, в ней на некоторое время устанавливается мир. Автор описал достаточно большое число идеологий, противоборствующих в Схизматрице (параллельно идеологиям шейперов и механистов существуют презервационисты, дзен-серотонисты, постгуманисты и так далее).
В той же вымышленной вселенной разворачивается действие нескольких других произведений Брюса Стерлинга:
- «Рой»: ответвление от основного сюжета «Схизматрицы», рассказывающее о неисследованной инопланетной расе. Главным героем является шейпер Симон Африэль, один из второстепенных персонажей «Схизматрицы».
- «Паучиная роза»: рассказывает об одном из эпизодов войны механистов и шейперов.
- «Царица Цикад»: жизнь Царицына Кластера, его крах, и основание Терраформ Кластера.
- «Глубинные сады»: политика уже набравшего силу Терраформ Кластера. Из повести видно, что на смену вражде механистов и шейперов, отстаивающих разные пути совершенствования человека (с помощью кибернетических имплантатов либо с помощью генетических модификаций соответственно) приходит вражда новых фракций: терраформистов и галактистов. Упоминается о появлении и других новых фракций, во время действия «Схизматрицы» ещё не существовавших. В первую очередь указывается фракция паттернистов, отколовшаяся от шейперов, и практикующая церебральную асимметрию и переразвитые правые полушария мозга.
- «Двадцать страничек прошлого»: романтизированная биография шейпера-ренегата, после долгой борьбы основавшего свой собственный кластер (микрогосударство), и изложенная в виде двадцати очень коротких историй. Из этой повести также видно, что борьба механистов и шейперов со временем отходит в прошлое.

## Персонажи

#### Абеляр Малкольм Тайлер Линдсей
В основе сюжета романа — жизнь Абеляра Линдсея (англ. Abelard Lindsay), который родился на огромной космической станции на орбите Луны. Он описан, как высококвалифицированный дипломат и опытный манипулятор, что сходно с образом политика Оскара Вальпараисо из другого произведения Брюса Стерлинга, «Распад». Его происхождение (также, как и происхождение Оскара Валпараисо) нестандартно (в молодости подвергся экспериментальной раннешейперской психообработке), и кажется некоторым окружающим странным. В течение сюжета переживает несколько любовных увлечений, и даже женится.
Я в своё время многих пограничных постчеловеков повидал, но ваших… Это правда, что в вас вкладывают второе, независимое сознание? И что в полном рабочем режиме вы и сами не знаете, правду ли говорите? Что у вас подавляют способность к искренности специальными препаратами?

#### Александрина
Первая жена Линдсея, которая осталась на его родине. Гораздо старше его самого. Брак был заключён по аристократическим соображениям. После победы «презервационистов» изгоняется из Неотенической Культурной Республики, и появляется на Дембовской, где вновь попадает в поле зрения Линдсея.

#### Вера Келланд
Аристократка на родине Линдсея, и мученица «презервационизма», вставшая между Линдсеем и Константином.

#### Вера Константин
Дочь Константина, созданная из генетического материала Веры Келланд и Абеляра Линдсея.

#### Кицунэ
Девушка-шейпер, подвергшаяся радикальной хирургии. Становится гейшей, и, благодаря своему разуму и амбициям, становится теневым правителем Гейша-Банка. Через какое-то время переселяется на механистский астероид Дембовская, также подпольно захватывая власть и там. Подвергается трансформации, превращаясь в Стеномать, и резко изменяет само общество Дембовской.

#### Маргарет Джулиано
Шейперский учёный, и сверхспособная. Нестабильность сверхспособных, склонных к мятежам, и сложным, малопонятным обычным людям интригам, навлекает на неё подозрения. Переживает ледовое убийство.

#### Нора Мавридес
Шейпер, вторая жена Линдсея, которую он встречает на спрятанном шейперском аванпосте в поясе астероидов. Согенетик влиятельной генолинии Мавридесов.

#### Филип Хури Константин
Бывший соотечественник и соратник Линдсея, который стал его злейшим врагом. Достигает высокого положения в лагере шейперов и основывает свой собственный шейперский клан.

## Сюжет

### Пролог
В прологе романа власть на космической станции принадлежит аристократам-патрициям, «радикальным старцам», склоняющимся к механистским картелям. Чтобы уравновесить политическое влияние механистов, «радикальные старцы» отправляют молодого аристократа — Линдсея — к шейперам, на Совет Колец, с целью прохождения курса дипломатической подготовки. Однако эта подготовка включает в себя сеансы психотренинга и анти-механистской «промывки мозгов». Линдсей возвращается с Колец Сатурна на родину ярым анти-механистским фанатиком и одним из основных лидеров новой идеологии «презервационизма».

### Бродяжья зона
После того, как фанатизм молодых «презервационистов» заканчивается человеческими жертвами, аристократия ссылает Абеляра Линдсея на другую станцию Цепи Миров, Народный Орбитальный Дзайбацу Моря Спокойствия, вынудив его оставить свою нелюбимую жену. Экосистема новой станции давно полуразрушена, а сама она — лишь убежище изгоев (отдельных людей и целых фракций) вроде Линдсея, не нашедших ничего лучшего. Основными фракциями являются Чёрные Медики (радикальная фракция шейперов, занимающаяся нелегальной медициной) и Гейша-Банк, бизнесом которой является проституция.
Линдсей вскоре находит себе новых друзей, в первую очередь — русского механиста по фамилии Рюмин, и новую любовь — гейшу Кицунэ, которая, как оказывается, на самом деле правит Гейша-Банком. Рюмин называет Линдсея на японский лад — «Лин Дзе», а Кицунэ считает его шейпером, устаревшего, раннего образца.
Чтобы выжить, Линдсей идёт на авантюру и организовывает несуществующее предприятие «Кабуки Интрасолар». Оно начинает заниматься театральными постановками, которых в Лунной Цепи Миров давно не видели и многие считают устаревшим видом искусства. Благодаря махинациям Линдсея это предприятие начинает поддерживать ряд местных фракций, в том числе малочисленная группировка пиратов, называющая себя «Горняцкой Демократией Фортуны». Финансирование предоставляет Гейша-Банк. «Кабуки Интрасолар» превращается в процветающее предприятие, однако в конце концов карьера Линдсея на этой станции приходит к краху.
Он обнаруживает, что на его родине пришёл к власти бывший соратник-презервационист, а ныне — злейший враг, Филип Хури Константин (англ. Philip Khouri Constantine). Презервационисты захватили власть, аристократическое правление сменяется новым режимом, Неотенической Культурной Республикой. На охоту за Линдсеем отправляется шейперский убийца — «антибиотик». Дипломат вынужден бежать с пиратами «Горняцкой Демократии Фортуны», оказав на прощание последнюю услугу Кицунэ.
Пираты имеют в качестве национальной территории один только космический корабль, модернизированную бывшую «боевую платформу» Советского Союза с названием «Красный Консенсус». Гражданство этого микрогосударства имеют всего лишь около десятка человек. Несмотря на это, государство имеет свой парламент, правительство, президента, свой суд и законы. Все граждане одновременно числятся в составе Народной Армии, причём гражданская и военные иерархии не совпадают. Среди пиратов Линдсей встречает ссыльного со своей родины; в силу огромной продолжительности жизни он помнит давно ушедшие времена, когда Лунная Цепь Миров была основой цивилизации в Солнечной Системе.
«Горняцкая демократия Фортуны» летит с миссией: механисты наняли их для обнаружения шейперских аванпостов в Поясе Астероидов. Обнаружив один такой аванпост, пираты объявляют его, в соответствии с законами своего микрогосударства, своей национальной территорией, однако со стороны это выглядит как грабёж. Линдсей занимает в «Горняцкой Демократии Фортуны» пост дипломата (госсекретаря) и пытается наладить общение двух сторон друг с другом. На шейперском астероиде он встречает свою будущую жену, Нору Мавридес. Однако всё неизбежно заканчивается насилием. В самый разгар убийств выясняется, что в Солнечную Систему прибыла разумная инопланетная раса, называющая себя Инвесторами. Механисты и шейперы на время прекращают свои распри, чтобы изобразить Солнечную Систему Схизматрицей, «выгодным объектом для инвестиций». Линдсей одним из первых совершает контакт с пришельцами и с их помощью бежит с разрушенного аванпоста на Совет Колец. Дружба с механистом Рюминым и встреча с едва не убившим Линдсея шейперским «антибиотиком» сильно помогает ему избавиться от фанатизма. Когда же Линдсей видит «краба» — механическое устройство, проводящее сеансы психотренинга (и анти-механистской «промывки мозгов») для его новой любви, Норы, — фанатизм покидает Линдсея окончательно.

### Сообщающиеся анархии
Какое-то время Линдсей наслаждается благами цивилизации на Совете Колец, недоступными ни среди пиратов, ни на шейперском аванпосте, ни, тем более, в станции для ссыльных в Лунной Цепи Миров. С помощью своей жены Норы приобретает определённое влияние среди шейперов, становясь экспертом по расе Инвесторов. Линдсей проходит несколько программ демортализации, однако во время очередного посещения демортализационной клиники становится жертвой катаклистов.
На Совете Колец происходит смена власти: столица перемещается с обанкротившегося Голдрейх-Тримейна в Союз Старателей.
Интриги Константина вынуждают Линдсея бежать с Колец; Нора бежать отказывается. Линдсей под именем Белы Милоша нелегально прибывает в механистский картель на астероиде Дембовская, где на него обращает внимание Грета, офицер местной «гаремной полиции» и адепт культа дзен-серотонина. Линдсей опять работает экспертом по Инвесторам, и снова встречает старого друга, Рюмина. Рюмин уже давно стал киборгом, и не вполне понятно, считать его человеком или компьютерной экспертной системой. Как выясняется, Кицунэ теперь тоже живёт на Дембовской, занимая роль, вполне соответствующую её амбициям.
Находясь на космическом корабле Инвесторов, Линдсей становится свидетелем преступления, совершённого маткой расы Инвесторов. Её поступок считается преступлением лишь по представлениям её расы, но для людей он малопонятен. Линдсей начинает новую авантюру — опираясь на помощь своих друзей, в том числе Кицунэ, он основывает новое микрогосударство, Царицын Кластер (ЦК). Сердцем этого кластера становится матка Инвесторов, вынужденная стать ренегатом из-за своего преступления. Линдсей манипулирует ей, играя на самом сильном инстинкте Инвесторов — жажде наживы. Рюмин предлагает назвать матку «Царицей».
Новый кластер шагает из виртуального существования в реальное; механисты и шейперы не решаются покушаться на него из-за авторитета Инвесторов. Сам Линдсей теперь — арбитр Лиги Жизнелюбивых, влиятельного общественного клуба ЦК. Одним из друзей Линдсея становится ученик Рюмина Уэллспринг, загадочная личность, по слухам, родившийся на Земле ещё до Интердикта.
Тем временем Кицунэ претерпевает на астероиде Дембовской неожиданную и крайне шокирующую трансформацию. Она превращается в «Стеномать», чья плоть достигает веса в сотни тонн, и полностью заполняет все обитаемые помещения астероида. Эта масса плоти организована и разумна. Она образует местную архитектуру, местный транспорт, а жители теперь фактически являются клонами, которых произвела на свет «Стеномать».
Продолжающаяся война Линдсея с Константином заканчивается дуэлью. Парламентёры обеих сторон обсуждают её способы. Представители Инвесторов выдвигают предложение, наиболее ожидаемое от их расы — экономическое соревнование. Обе стороны начинают с одинакового стартового капитала, по окончании «дуэли» набравший меньше денег умерщвляется. После отказа сторон принять такой вариант Инвесторы предлагают различные инопланетные технологии, полностью неизвестные людям. Абеляр Линдсей и Константин принимают одну из таких технологий и начинают дуэль в странной виртуальной реальности, порождённой инопланетянами. Дуэль оканчивается полным разрушением личности Константина и сильными повреждениями в сознании Линдсея.

### …выращивает подвиды
Спустя пять лет Линдсей приходит в себя на своей бывшей родине, ставшей теперь Неотенической Культурной Республикой, заповедником для катаклистов и других радикальных фракций. Здесь Линдсей встречает молодого фанатика, адепта новой идеологии терраформирования. Также Линдсей обнаруживает, что успел стать на своей родине иконой и одним из отцов-основателей нового режима, но у него самого это вызывает только смех.
К концу сюжета жизнь Царицына Кластера приходит к краху. Матка Инвесторов (Царица Цикад) исчезает, и механисты с шейперами немедленно начинают рвать кластер на куски. Два основных общественных клуба ЦК, Лига Жизнелюбивых и Полиуглеродная Лига, основывают два новых кластера, Орбитал-Европу и Терраформ-Кластер. Линдсей, как адепт Жизнелюбивых, становится жителем Орбитал-Европы.
Тем временем на Совете Колец в очередной раз меняется столица, которой теперь становится микрогосударство Джастроу-Стейшен.
Линдсей в компании постчеловека — омара по имени «Пилот» — нарушает Интердикт и посещает Землю. Родина всего человечества глубоко потрясает его (и ещё сильнее потрясает омара, живущего в открытом космосе и вообще не привыкшего к воздуху). Помимо гравитации, огромных пространств и фантастического биоразнообразия земных экосистем он обнаруживает отсталую цивилизацию. Земляне отказались от высоких технологий, отказались от разнообразия видов социальной организации, создав огромную однородную культуру, которая поддерживает своё существование сеансами индоктринации.
К концу романа Линдсей благодаря демортализации и киберимплантам перешагнул двухсотлетний возраст. Он посещает свою родину и переживает добровольный уход из жизни своего бывшего врага, Константина, которому медики восстановили его личность. Последние события, которые видит Линдсей — переселение постлюдей, «ангелов Европы», в океаны спутника. Затем он встречает "присутствие" — странную инопланетную форму жизни, которая занимается путешествиями по различным мирам и созерцанием. "Присутствие" приглашает Линдсея присоединиться к нему, его тело рассыпается в прах, а сознание становится таким же "присутствием". (Впрочем, не исключено, что это — предсмертная галлюцинация.)

## Места событий
Путешествия Абеляра Линдсея отражают постепенную экспансию человечества в Солнечной Системе.
- Лунная цепь миров — огромные космические станции, расположенные на орбите Луны. Первые большие постоянные поселения человечества за пределами Земли — и наиболее «землеподобные» из межпланетных поселений — они имеют почву, собственные сложные экосистемы, гравитацию, созданную вращением. Всего таких станций существует десять; каждая называется по одному из районов Луны. Ко времени действия романа Цепь миров уже давно приходит в упадок, и, по выражению одного из персонажей, «превращается в полуколонии». Центры цивилизации перемещаются к поселениям механистов и шейперов, когда-то высланных из Цепи как мечтатели и прожектёры.
  - Корпоративная республика Моря Ясности Лунной Цепи Миров — огромная станция, названная по одному из лунных морей. Родина Линдсея. Основой экономики является агрокультура. Первоначально на станции существует аристократия из «патрициев» — потомков первопоселенцев, противостоящих «плебеям» — потомкам вновь прибывших беженцев с Земли. Позднее устанавливается режим Неотенической Культурной Республики, руководствущийся идеологией «презервационизма» — ограничение на технологии, экология, высылка лиц старшего поколения «на вымирание во внешний мир».
  - Народный Орбитальный Дзайбацу Моря Спокойствия Лунной Цепи Миров — большая станция, пришедшая в упадок. Она нуждается в починке, внутренняя экосистема сильно нарушена. Основой экономики является агрокультура (кислородные фермеры). Станция становится убежищем изгоев, в первую очередь — Гейша-Банка и Чёрных Медиков. Упоминаются ряд более мелких фракций — Восьмая орбитальная армия, Гранмегалики, Союзные эклектики и т. д. Основной валютой являются кредиты Гейша-Банка. Власти Дзайбацу контролируют изгоев крайне жёсткими методами, отгородившись от них Стеной и патрульными роболётами.
- Союз Картелей Астероидов — находится в поясе астероидов, и контролируется фракцией Механистов.
  - Картель Дембовская — официально находится во власти Майкла Карнассуса, вернувшегося из межзвёздного посольства дипломата. Фактически властью является Кицунэ, впоследствии ставшая Стеноматерью — мутировавшей человекоформой, представляющей огромные массы организованной мыслящей плоти. Основой экономики является криоиндустрия, базировавшаяся на полезных ископаемых астероида.
  - Народная Корпоративная Республика Царицын Кластер (ЦК) — город-государство, находящиеся на стыке сфер влияния Механистов и Шейперов. Представляет собой постоянную резиденцию Матки расы Инвесторов, бежавшей от своих сородичей. Первые два года вновь прибывших держат под постоянным полицейским надзором «видеопсов»; центрами частной жизни становятся изолированные от псов помещения, «приваты». Реальная власть на кластере принадлежит ряду общественных клубов, в первую очередь упоминаются Полиуглеродная Лига и Лига Жизнелюбивых. Более подробно жизнь Царицына Кластера описана в повести «Царица Цикад».
- Совет Колец — поселения человечества в кольцах Сатурна, находятся под контролем Шейперов.
  - Государство Совета Голдрейх-Тримейн — родина генолиний Мавридесов и Феттерлингов.
  - Государство Совета Союз Старателей — расположено на орбите Титана и добывает из его атмосферы органику.
- Спутники Юпитера
  - Орбитал-Европа — Станция Орбитал-Европа основана Лигой Жизнелюбивых — одной из основных фракций Царицына Кластера. Она посвящена колонизации Европы, которая начинается в конце «Схизматрицы». Эта колонизация проводится «ангелами» — генетически изменёнными постлюдьми, приспособленными к условиям Европы. После окончательного переселения в моря Европы станция приходит в запустение.
- Орбита Марса
  - Терраформ-Кластер — основан после краха Царицына Кластера одной из его основных фракций, Полиуглеродной Лигой, и посвящён терраформированию Марса. Основание кластера описано в повести «Царица Цикад», а его дальнейшей жизни посвящена повесть «Глубинные сады».

## Словарь
- Антибиотик — шейперский секретный агент, занимающийся политическими убийствами. В первую очередь описываются убийства (или попытки убийств) шейперов-ренегатов.
- Взгляды — особый язык, передающийся через выражение лица. Не знающему его человеку кажется серией взглядов.
- Галактизм — идеология, конкурирующая с терраформированием. Пропагандирует отказ от терраформирования и развитие технологий межзвёздных перелётов. Борьба терраформистов и галактистов приходит на смену борьбе между механистами и шейперами.
- Генолиния — политико-семейная единица общества шейперов. Генолинии обмениваются друг с другом генетическим материалом, деньгами и влиянием, что составляет одну из важнейших частей внутренней политики шейперов.
- Демортализация — процедура омоложения, продления жизни. Распространены полулегальные (или нелегальные) экспериментальные программы демортализации со слабо изученными побочными эффектами.
- Дзен-серотонин — фракция, называющая себя «Недвижением» и практикующая приведение себя в состояние полного спокойствия с помощью имплантатов и устройств биологической обратной связи.

У нас свои способы прозрения. Мы видим новые технологии, ломающие жизнь человека. И бросаемся в эти течения. Возможно, каждый из нас — лишь ничтожная частица, но вместе мы образуем отложение, способное замедлить поток. Многие инноваторы глубоко несчастны. Приобщаясь к дзен-серотонину, они теряют свою невротическую потребность соваться куда не следует.
- Дикорастущие — оскорбительное название, которые шейперы используют для обычных людей, не подвергшихся генетическим модификациям.
- Инвесторы — ящероподобная инопланетная раса, прибывшая в Солнечную Систему с целью торговли. Инвесторов не интересует в людях ничего, кроме возможности извлечь из них прибыль. Они обнаружили существование человечества уже давно, однако появились только спустя несколько веков, когда посчитали, что контакты с людьми могут стать выгодными. Космические корабли Инвесторов — не их собственного производства, а произведены какой-то другой, неизвестной людям расой. Появление инопланетян повлекло за собой заключение перемирия между механистами и шейперами (Замирение Инвесторов).
- Катаклисты — террористическая фракция, созданная вышедшими из под контроля сверхспособными.
- Космоситет метасистем — престижный университет Царицына Кластера.
- Ледовое убийство — насилие, практикуемое фракцией катаклистов. Жертва незаметно для себя помещается на длительный срок в анабиоз и также незаметно выводится из него.
- Лестероид — ледяной астероид, используется для терраформирования.
- Механисты — фракция, сделавшая упор на изменения человека путём кибернетических имплантатов и программного обеспечения. Базируется в поясе астероидов и в течение десятилетий ведёт войну с шейперами. Основой механистской экономики являются заводы-автоматы.
- Милитанты — сторонники войны между механистами и шейперами.
- Омары — Фракция постлюдей, отколовшаяся от механистов. Омары имплантируют свои тела внутрь скафандров и способны жить в открытом космосе.
- Постгуманизм — философия, основанная на представлении о пригожинских скачках сложности. Согласно этой философии, человечество должно перейти на новый пригожинский уровень сложности, став модифицированными постлюдьми. В «Схизматрице» приводится два примера постлюдей: киборги-«омары», способные жить в открытом космосе, и «ангелы Европы». Второстепенными персонажами «Схизматрицы» и «Царицы Цикад» являются омары по имени «Пилот» и «Модем».

Мою голову заполнило раскаленное ур-пространство первичного деситтеровского космоса, готовое в любой момент совершить прыжок Пригожина в нормальный пространственно-временной континуум на второй пригожинский уровень сложности. Постгуманизм учил людей мыслить в категориях скачков и пароксизмов, в категориях структур, группирующихся вокруг неких уровней, имевших не поддающиеся адекватному описанию очертания.
- Проволочные (проволочные головы) — жаргонное название старых механистов. У них часто есть оцифрованные воспоминания,[1] поступки частично или полностью управляются программами,[2] а набитые электроникой тела подключёны к информационной сети.[3]
- Сверхспособные — человеческие особи с интеллектом, во много раз превосходящим нормальный для людей, в т.ч. шейперов.
- Согенетики — члены одной шейперской генолинии.
- Схизматрица — обозначение Солнечной Системы, места обитания механистов и шейперов. Термин обозначает как раскол («схизма») и борьбу между фракциями, так и возможность их совместного сосуществования («матрица»).
- Увядание — смерть на шейперском жаргоне.
- Цепные — оскорбительное название обитателей Цепи Миров, с подъёмом механистов и шейперов пришедшей в упадок.
- Цефеид — сотрудник Службы Безопасности шейперов. В ней состоит около четверти населения Колец.
- Цикада — обитатель Царицына Кластера.
- Шейперы — фракция, которая занимается генетической инженерией и ментальными тренировками. Происходит от учёных, когда-то высланных из Цепи Миров к Юпитеру и Сатурну. Основой шейперской экономики является «военно-научный комплекс» и «продуктивная биомасса».